# Hawthorne Heights
Hawthorne Heights — рок-группа из Дейтона (штат Огайо). Жанр их музыки можно охарактеризовать как смесь эмо, альтернативного рока и пост-хардкора. Группа выпустила три студийных альбома, первый из которых, The Silence in Black and White, имеет «золотой» статус.

## История

### A Day In The Life
В период с 2001 по 2003 год группа называлась A Day In The Life.
Группа участвовала в записи Split CD: From Ohio With Love (Radio Eat Radio Dot Com Records) с такими группами как The Red Affair и Hit The Lights и выпустила альбом Nine Reasons To Say Goodbye. Через некоторое время музыканты решили сменить название на Hawthorne Heights.

### The Silence In Black And White
В середине февраля 2004 года группа приступила к записи альбома The Silence In Black And White и с помощью Дэна Душински (Dan Duszynski) и Шона О’Кифа (Sean O’Keefe), известных по работе с Fall Out Boy и Spitalfield, завершила её за четыре недели.
«Процесс записи сам по себе наделил нас огромным опытом. Мы научились экспериментировать, чего раньше никогда не делали. В смысле звука эта пластинка — огромный шаг вперёд в сравнении с тем, что мы делали до этого. И мы очень гордимся результатом», — прокомментировал ударник группы Эрон Буччарелли (Eron Bucciarelli).
«Пластинка The Silence In Black And White, как водится, содержит в себе песни о жизненных разочарованиях и душевном развитии человека. В музыкальном плане она проверяет на прочность границы post-hardcore и screamo, добавляя более глубокую и грустную утончённость. Находясь под влиянием групп от Led Zeppelin до Quicksand и Nirvana, музыка сорта Hawthorne Heights мелодична и огнеопасна одновременно. Наши три гитары дают возможность добавить в музыку много замысловатых эффектов, что позволяет избавиться от рамок строго определённого стиля», — говорит Эрон.
«Для нас The Silence In Black And White — это идеальная ёмкость для коктейля наших разнообразных музыкальных вкусов».
Альбом достиг 56-й позиции в американском чарте Billboard 200 и 3-й позиции в чарте Independent Albums, публикуемых журналом Billboard. Получив статус платинового, альбом стал самым успешным на тот момент дебютом в истории студии звукозаписи Victory Records.
Из песен этого альбома в 2005 году группа выпустила два сингла — «Ohio Is For Lovers», занявший 34-е место в чарте US Modern Rock, и «Niki FM», попавший на 40-ю позицию в том же чарте.

### If Only You Were Lonely
Перед выпуском своего очередного альбома Hawthorne Heights отправилась в турне Never Sleep Again Tour вместе с такими группами, как Aiden, Silverstein и Bayside.
28 февраля 2006 года вышел в свет очередной полноценный альбом — If Only You Were Lonely, дебютировавший в чарте Billboard 200 на 3-й позиции.  Альбом достиг 1-й строчки в чарте US Indie, и 85-й — в британском чарте.
Песня «Saying Sorry» удостоилась эфира на музыкальных телеканалах MTV, VH1 and Fuse. Сингл занял 7-е место в чарте US Modern Rock, 87-е место в британском чарте и 38-е в Британском рок-чарте.
Композиция «Where Can I Stab Myself In The Ears» в ремиксе группы The Legion Of Doom под названием «Where Do I Stab Myself in the Ears» вошла в саундтрек фильма «Другой мир: Эволюция».

### Смерть Casey Calvert
24 ноября 2007 года, на второй день американского турне, ритм гитарист группы Кэйси Калверт был найден мёртвым в гастрольном автобусе группы в Вашингтоне. Вскрытие показало, что причиной смерти стало смешанное действие различных лекарственных препаратов — опиата (предположительно, викодина), циталопрама и клоназепама.

### Fragile Future
После двухлетнего перерыва группа подошла к записи новой пластинки, которая должна была увидеть свет 5 августа 2008 года. В июле группа выпустила клип на новый сингл «Rescue Me».
Выпуск альбома был перенесён на 1 августа. Выпустив свой самый мелодичный альбом, группа отправилась в турне Never Sleep Again Tour с такими, как Emery, The Color Fred, Tickle Me Pink и The Mile After. Первые часы этого тура были отыграны в городе Сент-Питерсберг (Флорида). А последний концерт был дан в городе Норфолк (Виргиния).
Альбом достиг 23-го места в американском чарте, 4-го место в чарте US Indie и 13-го место в чарте UK Indie.

### 2009
К началу 2009 года группа подписала контракт со студией звукозаписи Wind-Up Records и записала свой новый альбом, который, ориентировочно, должен выйти осенью 2009 год… Запись альбома завершена!
В ноябре 2009 года группа планирует поехать в турне по Америке, с малоизвестными группами, такие, как: Just Surrender, Punchline, Monty Are I, Anarbor, Nightbeast.
Тур должен начаться 2 ноября в городе Кливленд-Хайтс, штата Огайо и закончится 20 декабря в городе Ньюпорт, штата Коннектикут, 2009 года
Группа официально сообщила, что в начале 2010 года, выпускает новый, четвертый, альбом, имя которого Skeletons
Так же группа пополняет список городов, в которых они дадут свои концерты, все большими городками США

### 2010
1 июня 2010 года группа выпустила сингл «Nervous Breakdown».

### 2013
Группа объявила релиз пятого по счёту студийного альбома Zero — 25 июня 2013 года.

## Состав группы
До 2004 года состав очень часто менялся, затем — стабилизировался.

### Текущий состав
- JT Woodruff (вокал, ритм-гитара) — с 2001
- Micah Carli (соло-гитара) — с 2002
- Matt Ridenour (бэк-вокал, бас-гитара) — с 2003
- Eron Bucciarelli (ударные) — с 2002

### Бывшие участники
- Casey Calvert (бэк-вокал, ритм-гитара) — 2002—2007

## Дискография

### Студийные альбомы
- 2004 — The Silence In Black And White
- 2006 — If Only You Were Lonely
- 2008 — Fragile Future
- 2010 — Skeletons
- 2013 — Zero
- 2014 — The Silence In Black And White Acoustic
- 2018 — Bad Frequencies
- 2021 — The Rain Just Follows Me
- 2023 — If Only You Were Lonely XV

### EP
- 2011 — Hate
- 2012 — Stripped Down to the Bone
- 2012 — Hope
- 2015 — Ohio Is For Covers

### DVD
- 2006 — This Is Who We Are

### pСинглы
- 2004 — «Niki FM», «Ohio Is For Lovers и Silver Bullet»
- 2006 — «Saying Sorry», «This Is Who We Are и Pens and Needles»
- 2008 — «Rescue Me», «Somewhere In Between»